# Шварцлозе (митраљез)
Шварцлозе, аустријски митраљез са почетка 20. века. Први митраљез произведен у Аустроугарској, коришћен у Првом и Другом светском рату у војсци Аустроугарске и држава наследница.

## Историја
Први аустроугарски митраљез израдила је аустријска фирма Шварцлозе 1902. године, по угледу на тада најпопуларнији митраљез Максим.

## Карактеристике

### Механизам дејства
Митраљез Шварцлозе припада најређој групи аутоматског оружја, са механизмом на принципу трзања затварача.  Аутоматска паљба потиже се притиском барутних гасова, преко дна чауре, непосредно на чело затварача, који је слободан (није чврсто везан за сандук и цев). Затварач се услед притиска барутних гасова првог опаљеног метка креће уназад и при томе отвара цев, извлачи и избацује празну чауру, запиње ударну иглу и сабија повратну опругу, а потом се под дејством силе повратне опруге враћа у првобитни положај и при томе захвата следећи метак из оквира, уноси га у његово лежиште, затвара цев и опаљује следећи метак.
Недостатак оваквог, иначе простог решења је у томе што затварач није забрављен кад затвори цев, па се понекад деси да се почне кретати уназад пре него што зрно напусти цев, што доводи до наглог пада брзине зрна и повреде стрелца врелим гасовима. То се спречава повећањем масе, а тиме и инерције затварача, коришћењем затварача са повећаним трењем (полуслободни затварачи), употребом цилиндричне чахуре са ојачаним дном (да би се појачало заптивање цеви) или смањењем дужине цеви. Како ни један од ових начина није сасвим сигуран, механизам трзања затварача примењује се само код оружја мање ватрене моћи (аутомат и пиштољ), а ретко у тешких митраљеза.
| Врста | Модел         | Калибар (мм) | Принцип рада     | Хлађење | Пуњење          | Број метака | Брзина гађања (теоријски) | Брзина гађања (практично) | Почетна брзина | Постоље  | Маса (кг) |
| ----- | ------------- | ------------ | ---------------- | ------- | --------------- | ----------- | ------------------------- | ------------------------- | -------------- | -------- | --------- |
| Лаки  | 1907/12, 1916 | 8            | Трзање затварача | Водено  | Оквир           | 47          | 500 метака/мин            | 150 метака/мин            | 775 м/с        | Троножац | 23,25     |
| Тешки | 1907/12       | 8            | Трзање затварача | Водено  | Тканени реденик | 250         | 500 метака/мин            | 250 метака/мин            | 530 м/с        | Троножац | 42        |